# Bajdar Rafi’a
Bajdar Rafi’a (arab. بيدر رفيع) – miejscowość w Syrii, w muhafazie Hims. W 2004 roku liczyła 1206 mieszkańców.